# Угар (песен)
Угар е сингъл на руската поп-група Серебро и DJ M.E.G. Издаден е на 18 септември 2013 г.

## Обща информация
DJ M.E.G. казва, че песента е наречена така, защото е записана със „сътворческа истерия“. Автор на текста е Олга Серябкина. За Серебро това е първия опит за работа с друг изпълнител. Видеоклипът е заснет на 26 септември 2013 г. и пуснат на 22 октомври.